# Ziran
Ziran (xinès: 自然; Pinyin: zìrán; Wade-Giles: tzù ján; sànscrit: Sahaja) és un concepte clau en el taoisme que literalment significa "per si mateix, a la seva manera" o també "naturalment, espontàniament, durant el curs dels esdeveniments". Aquesta paraula en idioma xinès està composta pels dos caràcters, zi (自) "nas; jo; mateix; des de" i ran (然) "correcte; de manera que", on s'usa -ran com a sufix fent-ho un adjectiu o adverbi (el que es correspon llunyanament amb l'espanyol -ment). En la cultura xinesa, és comuna la metàfora de “nas” (o 'zi') com a punt de vista d'una persona.

## Origen
La primera aparició de la paraula 'ziran' és produeix en el Daodejing (17, 23,25,51) i es refereix a l'estructura del tao la qual no pot rastrejar-se amb anterioritat. S'accepta generalment que el filòsof Laozi, autor del Daodejing, va encunyar el terme. Ziran és un concepte central de taoisme, lligat properament a la pràctica del Wu wei, o l'acció sense esforç Ziran pot veure's com el costat positiu del Tao, amb el wuwei oposant-se a ell, com el negatiu. Ziran es refereix a un estat de “per-si-mateix”, una de les qualitats més importants per a qualsevol que segueixi les creences taoistes. Per estar més proper a l'estat de ziran, un ha de separar-se de les influències no naturals i retornar a l'enterament natural, un estat espontani. Ziran està relacionat amb desenvolupar un “sentit alterat de la naturalesa humana i de la naturalesa per se”. Pel que fa a la sensibilitat del taoisme, el concepte moral pot trobar-se en el de ziran.

## Reinterpretació recent
Ziran ha estat interpretada i reinterpretada en un gran nombre de formes al llarg del temps. Més comunament ha estat vist com un model seguit pel tao, cel, terra i home i al seu torn, basat en la interpretació tradicional del capítol 25 del Daodejing. La més moderna traducció de Wang elimina l'error lògic que sorgeix quan es considera com a model a un mateix per darrere d'una altra entitat per ser menys natural, es perd l'estat de “per si mateix” al que es refereix ziran. Wang reintrerpreta les paraules del capítol 25 perquè les instruccions seguides com a model per la terra siguin la pròpia terra, pel cel el propi cel i el tao, el propi tao, d'acord amb el concepte de ziran. Aquesta interpretació reafirma la base que el tao és la completa naturalitat.

## Existència per ziran
Ziran, enllaça amb una altra creença taoista, que especifica que totes les coses existeixen a causa de les qualitats que posseeixen, i no a causa que fossin creades per cap ésser per aconseguir un objectiu o una meta. L'única cosa que un ser ha de ser quan existeix de conformitat amb ziran és en última instància, natural, no afectat per influències artificials.

## Informació addicional
Ziran i tianran són conceptes relacionats. Tianran es refereix a coses creades pel Cel, que estan en la seva darrera instància, al marge de la influència humana, coses completament caracteritzades per ziran. Els dos termes són de vegades utilitzats indistintament. Es pot dir que desenvolupant ziran, una persona s'acosta més a l'estat de tianran.
Ziran també pot ser vist sota la influència budista, “no substancial”. Llavors es creu que significa “no tenir naturalesa pròpia”. En aquest aspecte és vist com a sinònim de buit real.